# Gołosze (gromada)
Gołosze – dawna gromada, czyli najmniejsza jednostka podziału terytorialnego Polskiej Rzeczypospolitej Ludowej w latach 1954–1972.
Gromady, z gromadzkimi radami narodowymi (GRN) jako organami władzy najniższego stopnia na wsi, funkcjonowały od reformy reorganizującej administrację wiejską przeprowadzonej jesienią 1954 do momentu ich zniesienia z dniem 1 stycznia 1973, tym samym wypierając organizację gminną w latach 1954–1972.
Gromadę Gołosze z siedzibą GRN w Gołoszach utworzono – jako jedną z 8759 gromad – w powiecie grójeckim w woj. warszawskim, na mocy uchwały nr VI/10/5/54 WRN w Warszawie z dnia 5 października 1954. W skład jednostki weszły obszary dotychczasowych gromad Błogosław, Borzęcin, Gołosze, Huta Błędowska, Ignaców, Katarzynów, Kazimierki, Smiechówek i Wólka Gołoska ze zniesionej gminy Błędów w powiecie grójeckim oraz miejscowość Potencjanów z dotychczasowej gromady Janów ze zniesionej gminy Stara Wieś w powiecie rawskim w woj. łódzkim. Dla gromady ustalono 11 członków gromadzkiej rady narodowej.
31 grudnia 1959 1 stycznia 1960 z gromady Gołosze wyłączono wsie Błogosław, Śmiechówek i Wólka Gołowska, włączając je do gromady Wilków w tymże powiecie, po czym gromadę Gołosze zniesiono a jej (pozostały) obszar (łącznie ze wsią Śmiechówek) włączono do gromady Błędów tamże (podkreślone i wykreślone zmiany retroaktywnie określone uchwałami z 25 lutego 1960).